# Лаллеман, Франсуа Антуан
Франсуа Антуан "Шарль" Лаллеман (фр. François Antoine Lallemand; 23 июня 1774, Мец— 9 марта 1839, Париж) — французский генерал, участник революционных и наполеоновских войн.
Сын провинциального парикмахера. Добровольно вступил в армию в 18 лет на волне революционного воодушевления, был в битве при Вальми и других сражениях на восточной границе. В 1795 году участвовал в подавлении генералом Бонапартом мятежа роялистов в Париже. С тех пор отличался неизменной личной преданностью будущему императору. Последовал за Бонапартом на войну в Италию, и затем в Египет,  в Италии был лейтенантом конных гидов (разведчиков) при особе генерала, а в Египте - адъютантом его друга, Жюно. Вернулся во Францию вместе с Бонапартом, и отправился в 1804 году в Лиссабон, куда Жюно был назначен послом.
Сражался в основных битвах Наполеона против австрийцев и русских (1805), пруссаков и русских (1806-07). Несколько лет провёл, сражаясь в Испании во главе кавалерийских соединений,  стал бароном (1808) и бригадным генералом (1811).
В 1813 вызван на главный театр военных действий в Германию, и оказался блокирован в Гамбурге в составе войск маршала Даву. Город оборонялся до конца войны.
Во время первой Реставрации поднял восстание в поддержку Наполеона, но был арестован.  После возвращении Наполеона с острова Эльбы, стал генерал-лейтенантом и пэром Франции. Сражался при Ватерлоо во главе Конных егерей Императорской гвардии и был ранен.
После второй Реставрации бежал в Америку, в Техасе пробовал основать французскую колонию «Champ d’asile» (1817), планировал похитить императора с острова Святой Елены. В 1823 году поддержал Испанскую революцию.  После революции 1830 года снова был пэром Франции. Имя генерала Лаллемана выбито на западной стене парижской Триумфальной Арки.
Брат -  также генерал-лейтенант,  Анри Доминик Лаллеман.

## Награды
- Легионер ордена Почётного легиона (14 июня 1804 года);
- Офицер ордена Почётного легиона (11 июля 1807 года);
- Командор ордена Почётного легиона (23 августа 1814 года);
- Великий офицер ордена Почётного легиона (30 апреля 1835 года).